# Claudia Gaffuri
Claudia Gaffuri (Albese con Cassano, 27 marzo 1985) è un'attrice italiana.

## Biografia
Originaria di Albese con Cassano in provincia di Como, Claudia Gaffuri a 12 anni decide di diventare attrice e comincia a studiare teatro. Frequenta il corso di recitazione del laboratorio di teatro "Gianfranco Mauri" promosso dall'Accademia teatrale dei Licini di Erba tra il 2001 e il 2004, dove affronta le sue prime esperienze teatrali con il Cyrano de Bergerac e Le nozze di Figaro, dirette da Gianlorenzo Brambilla.
Tra il 2003 e il 2006 studia al Teatro Sociale di Como.
Nel 2008 si laurea in Scienze umane dell'ambiente, del territorio e del paesaggio presso l'Università degli Studi di Milano, successivamente frequenta il Centro Sperimentale di Cinematografia a Roma.
Il 10 aprile 2011 appare per la prima volta in televisione con la fiction RAI Un passo dal cielo, diretta da Enrico Oldoini, in cui interpreta Chiara Scotton, un ruolo da co-protagonista.

## Teatro
- Cyrano de Bergerac, regia di Gianlorenzo Brambilla, (2002)
- Le nozze di Figaro, regia di Gianlorenzo Brambilla, (2004)
- Corridori, regia Daniele Braiucca, (2006)
- O si sa perché si vive o se no è uno scherzo idiota, regia di Eljana Popova, (2009)
- Ogni natura innamorata è matta da morire, tratto da William Shakespeare, regia di Eljana Popova, (2009)
- Noi, regia di Furio Andreotti, (2009)
- Le cinque rose di Jennifer, di Annibale Ruccello, regia di Pierluigi Cuomo, (2009)
- Lo zoo di vetro, di Tennessee Williams, regia di David Warren, (2009)

## Filmografia

### Televisione
- ...Alice non lo sa!, regia di Alessandro Guida (2010) – film TV
- Un passo dal cielo, regia di Enrico Oldoini, Rai Uno (2011-2015) – serie TV
- Don Matteo 8, regia di Carmine Elia - episodio 16 (2011) – serie TV
- Né con te né senza di te, regia di Vincenzo Terracciano, (2011) – miniserie TV
- Paolo Borsellino - I 57 giorni, regia di Alberto Negrin, Rai Uno (2012) – film TV

### Cortometraggio
- Incontri, regia Andrea Fasciani (2009)
- Rombo di tuono, regia di Davide Manca (2009)[4]
- The last alchemist, regia di Michele Massari (2012)[5]